# Melissa Fumero
Melissa Fumero (tên khai sinh Melissa Gallo, sinh ngày 19 tháng 8 năm 1982) là một nữ diễn viên và đạo diễn Hoa Kỳ. Cô được biết đến với các vai diễn Amy Santiago trong Brooklyn Nine-Nine và Adriana Cramer trong bộ phim One Life to Live.

## Tiểu sử
Fumero sinh ra tại North Bergen, New Jersey với tên khai sinh Melissa Gallo. Bố mẹ cô là người Cuba nhập cư vào Mỹ từ trẻ. Cô sống tại Guttenberg, New Jersey cho đến năm 6 tuổi, sau đó gia đình cô chuyển đến Lyndhurst, New Jersey. Năm 19, cô đến Thành phố New York để theo học Đại học New York và nhận bằng Cử nhân Mỹ thuật trong Nhạc kịch năm 2003.

## Sự nghiệp
Fumero tham gia vào One Life to Live ngày 20 tháng 1 năm 2004 và là diễn viên thứ hai đóng Adriana. Cô giành vai diễn Adriana vào ngày cuối cùng còn là sinh viên ở NYU. Cuối năm 2007 cô quyết định không làm mới hợp đồng với bộ phim, nhưng quay trở lại thường xuyên để tiếp tục vai trò của Adriana trong câu chuyện cho đến khi kết thúc ngày 11 tháng 6 năm 2008. Tháng 9 năm 2008. Fumero quay lại One Life to Live cho một đợt chiếu 15 tập. Ngày 12 tháng 2 năm 2010, Fumero cũng trở lại loạt phim và xuất hiện trong một thời gian ngắn trong cảnh Kelly Cramer quay lại (Gina Tognoni).
Fumero đóng vai chính trong bộ phim độc lập năm 2009 Tiny Dancer. Năm 2010, cô xuất hiện trong năm tập Gossip Girl của The CW trong vai Zoe, một trong những tay sai của Blair Waldorf. Năm 2013, cô tham gia vào bộ phim Brooklyn Nine-Nine trong vai Amy Santiago, vai chính bên cạnh Andy Samberg. Năm 2019, Fumero đạo diễn tập phim "Return of the King" của Brooklyn Nine-Nine mùa 6.

## Đời tư
Fumero cưới bạn diễn người Mỹ gốc Cuba trong One Life to Live, David Fumero, ngày 9 tháng 12 năm 2007, và đổi tên thành Melissa Fumero kể từ đó. Cặp đôi có hai người con trai: Enzo (sinh 24 tháng 3 năm 2016) và Axel (sinh 14 tháng 2 năm 2020).

## Các phim đã đóng

### Điện ảnh
| Năm  | Tựa đề                         | Vai diễn     | Ghi chú                  |
| ---- | ------------------------------ | ------------ | ------------------------ |
| 2007 | Descent                        | Dorm Girl #2 | Không được danh đề       |
| 2009 | I Hope They Serve Beer in Hell | Melissa      |                          |
| 2009 | Tiny Dancer                    | Ati          | Danh đề là Melissa Gallo |
| 2013 | The House That Jack Built      | Lily         |                          |
| 2017 | DriverX                        | Jessica      |                          |
| 2019 | A Stone in the Water           | Alex         |                          |

### Truyền hình
| Năm        | Tựa đề                               | Vai diễn                         | Ghi chú                                             |
| ---------- | ------------------------------------ | -------------------------------- | --------------------------------------------------- |
| 2004–2011  | One Life to Live                     | Adriana Cramer                   | 208 tập                                             |
| 2005       | All My Children                      | Adriana Cramer                   | 2 tập Danh đề là Melissa Gallo                      |
| 2009       | Important Things with Demetri Martin | April                            | Tập: "Coolness"                                     |
| 2010       | Gossip Girl                          | Zoe                              | 5 tập                                               |
| 2010       | The Mentalist                        | Carmen Reyes                     | Tập: "Red Letter"                                   |
| 2011       | Royal Pains                          | Brooke                           | Tập: "Pit Stop"                                     |
| 2012       | CSI: NY                              | Michelle Rhodes                  | Tập: "The Real McCoy"                               |
| 2013       | Men at Work                          | April                            | Tập: "The New Boss"                                 |
| 2013–2021  | Brooklyn Nine-Nine                   | Amy Santiago                     | Vai chính 153 tập Đạo diễn tập "Return of the King" |
| 2014       | Top Chef Duels                       | Bản thân                         | Tập: "Jen Carroll vs. Nyesha Arrington"             |
| 2015, 2019 | Hollywood Game Night                 | Bản thân                         | 2 tập                                               |
| 2016       | Mack & Moxy                          | The Admirable                    | Tập: "A Bop-Topus' Garden"                          |
| 2017       | Hell's Kitchen                       | Bản thân                         | Tập: "A Little Slice of Hell"                       |
| 2018       | The $100,000 Pyramid                 | Bản thân                         | Tập: "Bobby Moynihan vs. Melissa Fumero"            |
| 2019–2020  | One Day at a Time                    | Estrellita                       | 2 tập                                               |
| 2019       | America's Got Talent: The Champions  | Bản thân                         | Tập: "The Champions Results Finale"                 |
| 2019–2020  | Elena of Avalor                      | Antonia (lồng tiếng)             | 3 tập                                               |
| 2020       | She-Ra and the Princesses of Power   | Starla (lồng tiếng)              | Tập: "Stranded"                                     |
| 2020       | Match Game                           | Bản thân                         | Tập: "Shooting Blanks"                              |
| 2020       | Big City Greens                      | Cantaloupe Sinclair (lồng tiếng) | Episode: "Dolled Up"                                |
| 2020       | Room 104                             | Eva                              | Tập: "Bangs"                                        |
| 2021       | M.O.D.O.K.                           | Melissa Tarleton (lồng tiếng)    | 7 tập                                               |

### Web
| Năm  | Tựa đề           | Vai diễn       | Ghi chú      |
| ---- | ---------------- | -------------- | ------------ |
| 2009 | Haute & Bothered | Jo             | 11 tập       |
| 2011 | Half Empty       | Jill           | Phim ngắn    |
| 2017 | Mourners, Inc.   | Monica Herrera | Tập: "Pilot" |
| 2018 | Stolen Hearts    | Erica          | Phim ngắn    |

## Sách nói
| Năm  | Tựa đề                                          | Vai              |
| ---- | ----------------------------------------------- | ---------------- |
| 2018 | The Land I Lost (Ghosts of the Shadow Market 7) | Người dẫn truyện |

## Giải thưởng và đề cử
| Năm  | Giải                      | Hạng mục                                                                                           | Vai diễn           | Kết quả   |
| ---- | ------------------------- | -------------------------------------------------------------------------------------------------- | ------------------ | --------- |
| 2015 | Giải thưởng Tác động NHMC | Thành tựu và đóng góp nổi bật trong việc thể hiện chân dung tích cực của Latino trong truyền thông | Brooklyn Nine-Nine | Đoạt giải |
| 2015 | Giải thưởng Imagen        | Nữ phụ xuất sắc nhất – Truyền hình                                                                 | Brooklyn Nine-Nine | Đề cử     |
| 2016 | Giải thưởng Imagen        | Nữ phụ xuất sắc nhất – Truyền hình                                                                 | Brooklyn Nine-Nine | Đề cử     |
| 2019 | Giải thưởng Imagen        | Nữ phụ xuất sắc nhất – Truyền hình                                                                 | Brooklyn Nine-Nine | Đề cử     |